# Пристань-Почта
Пристань-Почта (рос. Пристань-Почта) — присілок у Коливанському районі Новосибірської області Російської Федерації.
Входить до складу муніципального утворення В'юнська сільрада. Населення становить 51 особа (2010).

## Історія
Згідно із законом від 2 червня 2004 року органом місцевого самоврядування є В'юнська сільрада.

## Населення
| 2002 | 2007 | 2010 |
| ---- | ---- | ---- |
| 59   | ↗65  | ↘51  |